# Югославская королевская армия
Югославская королевская армия (сербохорв. Jugoslavenska kraljevska vojska / Југословенска краљевска војска), в югославской историографии известная просто как Югославская армия (сербохорв. Jugoslavenska vojska / Југословенска војска) — вооружённые силы Королевства Югославии, существовавшие с момента её образования 1 декабря 1918 года вплоть до капитуляции 17 апреля 1941 года. Официально распущены 7 марта 1945 года после отречения короля Петра II от престола.
В первые дни её существования в Югославской королевской армии служили около 3500 офицеров Королевства Сербии, 2590 бывших офицеров Австро-Венгрии, 469 офицеров Королевства Черногории, 12 офицеров Российской императорской армии и трое высших офицеров из армии Албании (подразделений Эссад-паши Топтани). К началу Второй мировой войны численность армии была доведена как минимум до 700 тысяч человек. В состав сухопутных войск входили подразделения пехоты, кавалерии, артиллерии и инженерных войск, а также множество специальных подразделений, в том числе горнострелковые войска и ударные подразделения, которые в народе были известны как «четники» — спецназ Югославской королевской армии. В армии было 167 генералов: 150 сербов, 8 хорватов и 9 словенцев.
Армия участвовала в Апрельской войне против германских войск и их сателлитов с 6 по 18 апреля 1941 года. Несмотря на отчаянное сопротивление многих солдат, из-за серьёзного превосходства в живой силе и технике югославские войска были разбиты. Положение ухудшили внутренние разногласия на языковой, национальной и религиозной почвах: словенские и хорватские подразделения были разгромлены и уничтожены, а часть их солдат попала в плен, перешла на сторону противника или вовсе дезертировала. Немногочисленные подразделения, составленные из идейных сербских монархистов, и вооружённые отряды коммунистов, не желавших признавать капитуляцию, оказали серьёзное сопротивление в крупных городах, но этого оказалось недостаточно. 10 апреля 1941 года в ходе боёв судьба кампании была решена, когда сдались 4-я и 7-я югославские армии, составленные из хорватов, и перешли массово на сторону немцев (в тот же день без боя был сдан Загреб). Сербский генеральный штаб вынужден был капитулировать 17 апреля 1941 года и разоружить всех своих солдат: не признавшие капитуляцию солдаты ушли в сопротивление (в ряды четников-монархистов или красных партизан).

## Сухопутная армия перед Второй мировой войной

### Артиллерия

Штандарт Триглавского полка

При численности армии в 700—850 тысяч человек она в большинстве своём использовала устаревшее оружие немецкого, французского, итальянского и других производств: подобное оружие использовалось в Первую мировую войну. В распоряжении армии были 4 тысячи артиллерийских орудий, перевозимых при помощи лошадей, но при этом около 17 тысяч артиллерийских орудий были неплохими по своим баллистическим характеристикам. Туда входили 812 чехословацких противотанковых пушек (в том числе образцы 47-мм P.U.V. vz. 36 и 37-мм KPÚV vz. 37), 2300 миномётов (1600 миномётов калибра 81 мм, 24 миномёта калибром 220 или 305 мм), а также 940 лёгких противотанковых пушек калибра 15 или 20 мм (чехословацкие и итальянские модели). Проблема была в том, что снарядов подходящего калибра не хватало войскам.

### Бронетехника
Механизированные части состояли из шести мотопехотных батальонов в трёх кавалерийских дивизиях, шести моторизованных артиллерийских полков, двух танковых батальонов (110 танков) и отдельную танковую роту. Один батальон был оснащён французскими Renault FT-17, а второй — Renault R-35. В состав роты входили танкетки S-I-D (или Škoda T-32). На вооружении были также более тысячи американских грузовиков типа «Chevrolet».

## Структура

### Сухопутные войска
В составе югославской армии были 28 пехотных и 3 кавалерийские дивизии,  35 отдельных полков: 16 находились в гарнизонах на границе, 19 были объединены в бригады. В каждой бригаде было от 1 до 3 пехотных полков и 1-3 артиллерийские батареи, три бригады можно было объединить в горнострелковое соединение. На момент начала войны только 11 дивизий были в состоянии боевой готовности (но она не была полной — от 70 до 90 % по причине незавершённой мобилизации). Так или иначе, но в боях на стороне королевской армии участвовали в конце концов 1,2 млн военнослужащих. Армия была разделена на три армейские группы и группу береговой обороны. 3-я армейская группа включала в себя 3-ю полевую, 3-ю территориальную, 5-ю и 6-ю армии, охраняя границы с Румынией, Болгарией и Албанией. 2-я армейская группа включала в себя 1-ю и 2-ю армии, охраняя территорию от Железных ворот и реки Драва. 1-я армейская группа из 4-й и 7-й армии дежурила на немецкой, венгерской и итальянской границах.
Сила каждой такой армии приближалась к численности по армейскому корпусу. Состав 3-й группы армий Милана Недича:
- В 3-й полевой армии (генерал армии Илия Брашич) были 4 пехотные дивизии (13-я Герцеговинская, 15-я Зетская, 25-я Вардарская Михайло Недельковича и 31-я Косовская) и Комская пехотная бригада Любо Новаковича, 66-й артиллерийский полк, 3-й зенитный батальон, 8 батальонов пограничников.
- В 3-й территориальной армии (генерал армии Йован Наумович) — 3 пехотные дивизии (5-я Шумадийская, 20-я Брегальницкая и 46-я Моравская), Струмикская пехотная бригада, 21-й пехотный полк и 114-й отдельный моторизованный артиллерийский полк.

Резерв 3-й группы армий 22-я Ибарская пехотная дивизия генерал-лейтенанта Александра Димитриевича.
- В 5-й армии (генерал армии Владимир Чукавац) — 4 пехотные дивизии (8-я Крайинская, 9-я Тимокская, 34-я Топличская и 50-я Дринская), 2-я кавалерийская, две пехотные бригады (Власинская и Калнская), 3-й и 113-й отдельные моторизованные артиллерийские полки, 2 батальона пограничников и 5-й зенитный батальон.
- В 6-й армии (генерал армии Димитрие Живкович) — 2 пехотные дивизии (3-я Дунавская, 49-я Сремская), 2 королевские гвардейские бригады (Савская, Банатская), 3 пехотных бригады (Пожаревская, Смедеревская и Браничевская), 5-й и 71-й кавалерийские полки, 6-й зенитный батальон.

Состав 2-й группы армий Милутина Недича:
- 1-я армия (генерал армии Милан Раденкович) — 7-я Потисская пехотная дивизия и 3-я кавалерийская дивизия, три бригады (Сенчанская, Сомборская и Суботиская (или Жабальская) ) и 6 гарнизонных пограничных полков, 51-й артиллерийский полк и 1-й зенитный батальон.
- 2-я армия (генерал армии Драгослав Милькович) — 3 пехотные дивизии (10-я Боснийская, 17-я Врбасская и 30-я Осиекская), 76-й кавалерийский полк, 76-й артиллерийский полк, гарнизонный пограничный полк, 2-й зенитный батальон и 1 батальон пограничников.

Состав 1-й группы армий Милорада Петровича:
- 4-я армия (генерал армии Петар Неделькович) — 3 пехотные дивизии (27-я Савская, 40-я Славонская и 42-я Мурская), Ормоская пехотная бригада, 127-й пехотный, 81-й кавалерийский, 81-й артиллерийский полки, 1-й тяжелый полк артиллерии, 4-й зенитный батальон, 6 батальонов пограничников.
- 7-я армия (дивизионный генерал Душан Трифунович) — 2 пехотные дивизии (32-я Триглавская и 38-я Дравская), 1-я кавалерийская дивизия, три горнострелковые бригады (Рисняцкая, Триглавская), 2 пехотные бригады (Лиская и Планинская), гарнизонные пограничные полки (1-8-й), 71-й артиллерийский полк, 554-й и 555-й отдельные батальоны и 7-й зенитный батальон.

Состав стратегического резерва или Верховного командования в Боснии:
- 4 пехотные дивизии (1-я Церская, 33-я Личская, 44-я Унская и 47-я Динарская)
- 4 отдельных пехотных полка (22-й, 37-й, 47-й и 48-й)
- Танковый батальон
- Два моторизованных инженерных полка (1-й и 2-й)
- Два моторизованных полка тяжёлой артиллерии (111-й и 112-й)
- 15 отдельных артиллерийских дивизионов
- Два отдельных батальона зенитной артиллерии (9-й и 10-й)

Береговая оборона под командованием генерала армии Живко Станисавилевича включала в себя 12-ю Ядранскую пехотную дивизию, две бригады (Цаплянскую и Требинскую), без учёта гарнизонов крепостей и зенитных подразделений в Шибенике и Которе.

## Униформа
Основной источник:

## После капитуляции
17 апреля 1941 после капитуляции большая часть солдат была разоружена. Те, кто не принял капитуляцию, бежали в родные города, скрываясь от военной администрации Германии, или в леса и горы — им предстояло продолжить службу в армии партизан Иосипа Броза Тито или армии четников Дражи Михайловича. Тем временем часть солдат бежала за границу, попав в 1-й батальон Югославской королевской гвардии в Александрии. Этот батальон сражался в составе 4-й индийской пехотной дивизии, однако затем в 1944 году был расформирован из-за раздоров между теми, кто симпатизировал четникам, и теми, кто симпатизировал партизанам. 27 человек служили в 7-м югославском подразделении 10-го отряда британских коммандос.

## Галерея

Штандарт воеводы (фельдмаршала)[12][13]
Штандарт генерала армии[14]
Штандарт дивизионного генерала[14]
Штандарт бригадного генерала[14]
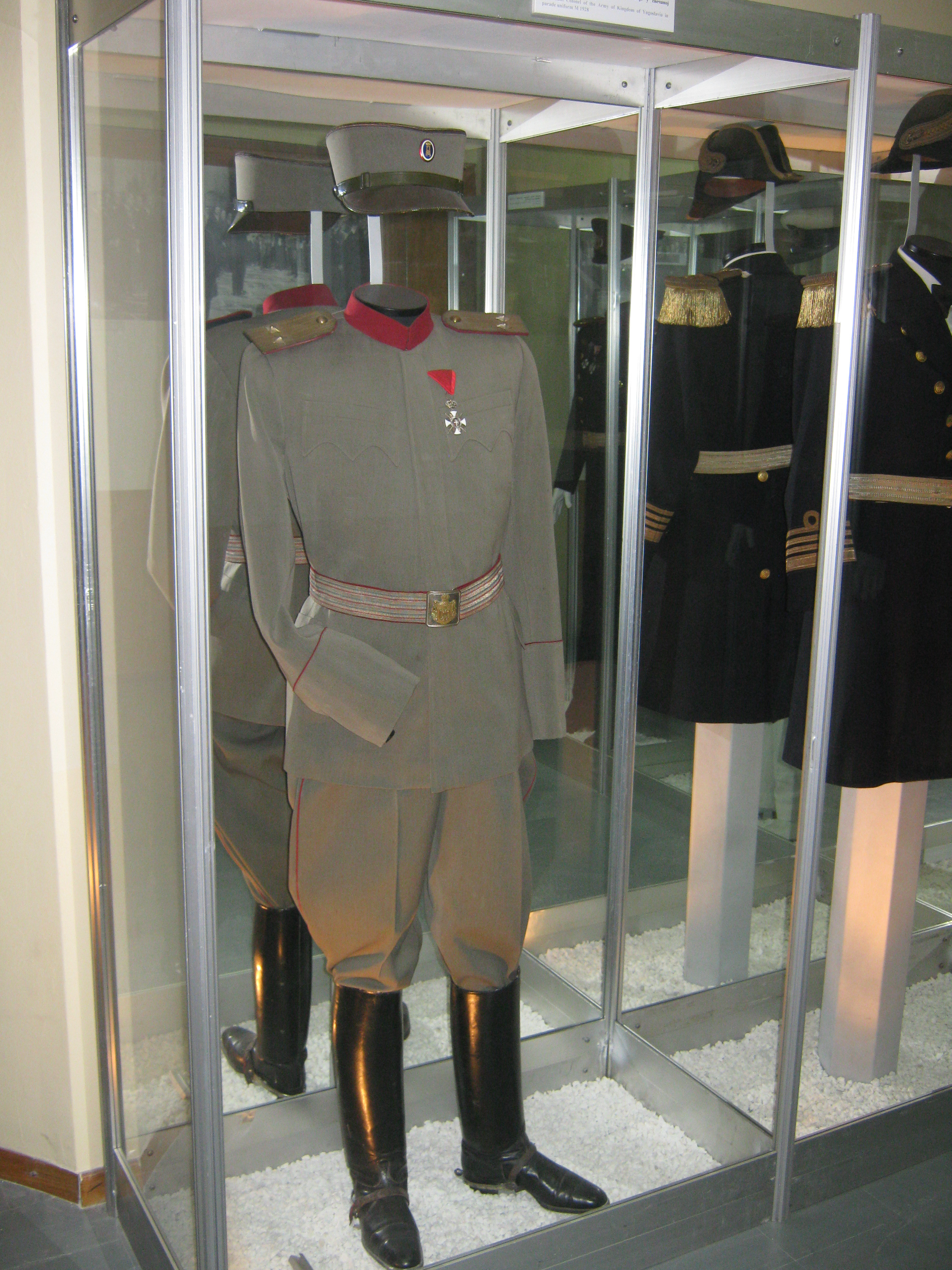
Форма офицера Королевской югославской армии в Военном музее Белграда
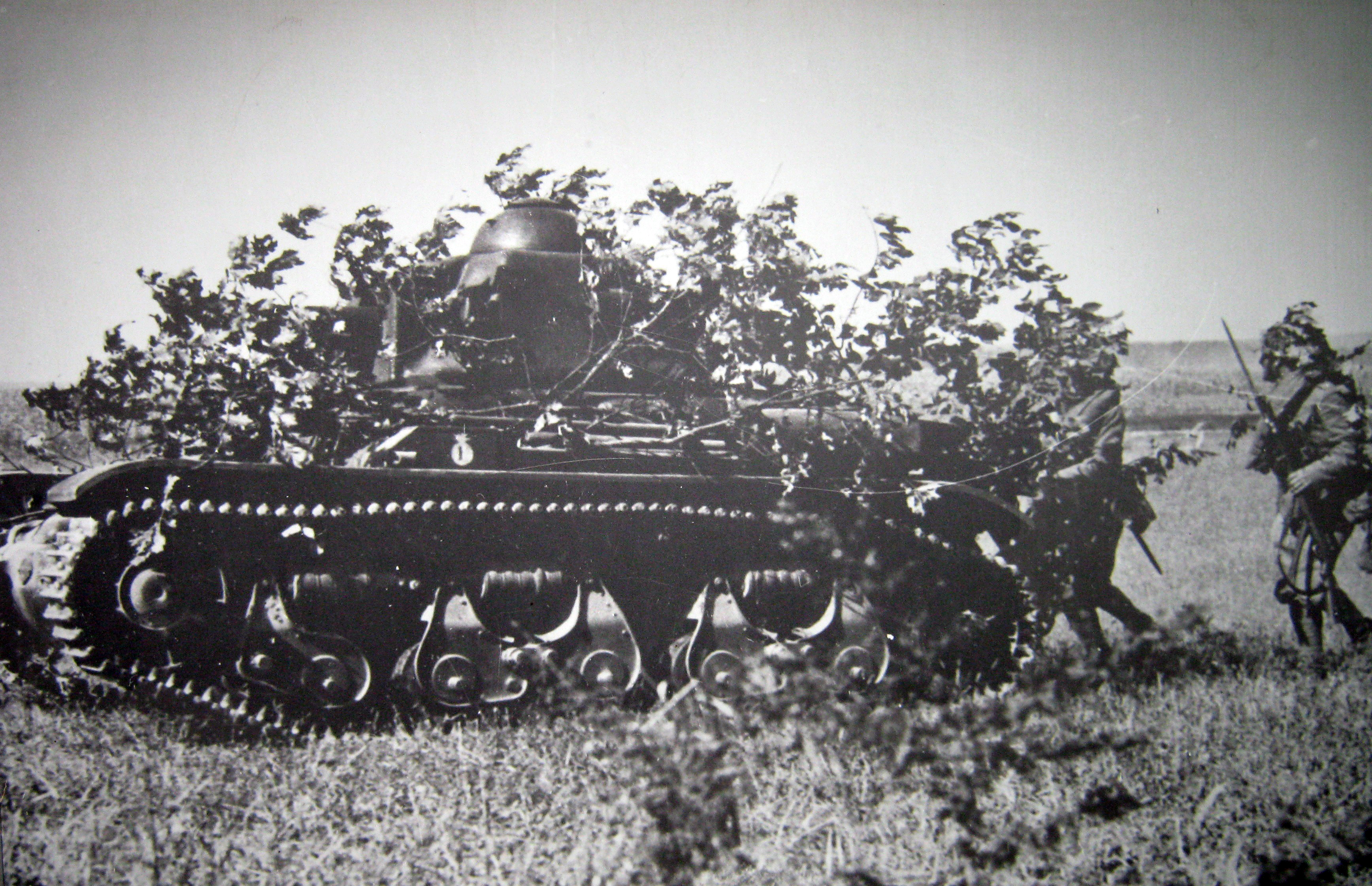
Французский танк Renault R35 на учениях в Торлаке, 1940
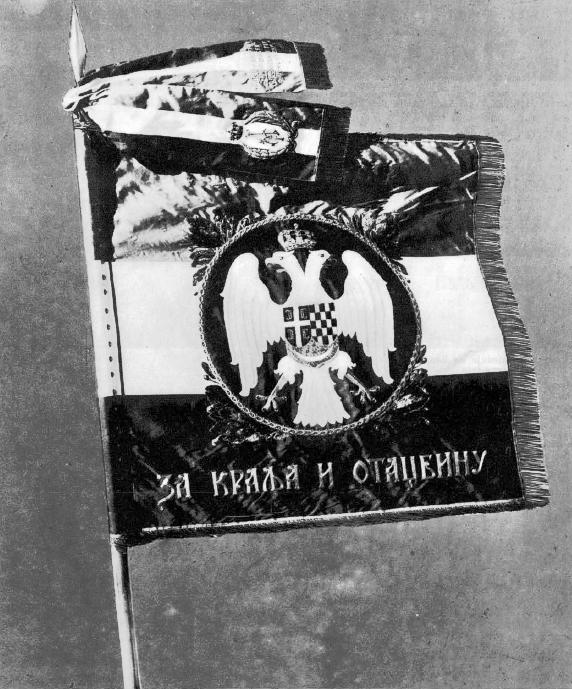
Знамя Триглавского полка